# داویندر سینگ
داویندر سینگ (انگلیسی: Davinder Singh؛ زادهٔ ۷ دسامبر ۱۹۵۲) بازیکن هاکی روی چمن اهل هند بود.
وی به‌همراه تیم ملی هاکی روی چمن مردان هند به قهرمانی بازی‌های المپیک تابستانی ۱۹۸۰ دست پیدا کرده‌است.